# Mascagnia pubiflora
Mascagnia pubiflora là một loài thực vật có hoa trong họ Malpighiaceae. Loài này được (A. Juss.) Griseb. mô tả khoa học đầu tiên năm 1858.